# Radkiewszczina
Radkiewszczina (ros. Радкевщина) – wieś (ros. деревня, trb. dieriewnia) w zachodniej Rosji, w osiedlu wiejskim Chochłowskoje rejonu smoleńskiego w obwodzie smoleńskim.

## Geografia
Miejscowość położona jest nad rzeką Soż, 5 km od drogi federalnej R135 (Smoleńsk – Krasnyj – Gusino), 4,5 km od drogi federalnej R120 (Orzeł – Briańsk – Smoleńsk – Witebsk), 19 km od drogi magistralnej M1 «Białoruś», 7,5 km od centrum administracyjnego osiedla wiejskiego (Chochłowo), 12 km od Smoleńska, 11 km od najbliższego przystanku kolejowego (Dacznaja II).
W granicach miejscowości znajdują się ulice: Bieriezowaja, Leonidowskaja, Oziornaja.

## Demografia
W 2010 r. miejscowość zamieszkiwało 29 osób.